# 耐克森輪胎
耐克森輪胎有限公司（韓語：넥센타이어）為南韓三大輪胎製造商之一，1942年於慶尚南道梁山市成立。耐克森輪胎於1956年8月起開始生產汽車輻射層輪胎，為南韓國內首創。產品範圍為各式輪胎，包括轎車、運動型多用途車、輕型貨車、巴士、工業車、農業車和雪地胎等。

## 公司沿革
- 1942年：10月成立興亞輪胎工業社。
- 1952年：3月更名成興亞輪胎股份有限公司。
- 1956年：8月開始生產汽車輪胎，是南韓國內最早的輪胎廠家。
- 1973年：5月被元豐產業株式會社收購。
- 1976年：5月在韓國證券交易所股票上市。
- 1986年：6月更名成宇成集團。
- 1987年；6月與法國米其林輪胎合作成立「米其林韓國輪胎有限公司」。
- 1991年：8月中止與米其林的合作，並將「米其林韓國輪胎」更名成「宇成輪胎」；同年10月與日本大津輪胎簽署技術合作合同。
- 1994年：11月獲得ISO 9001國際品質認證。
- 1999年：3月收購興亞輪胎工業公司。
- 2000年：2月變更CI企業識別系統，並更名成耐克森。
- 2001年：12月以22%之股份收購釜山放送（KNN前身）。
- 2005年：6月成立耐克森美國輪胎公司（（英文）Nexen America Tire Inc.）
- 2006年：1月成立青島耐克森輪胎有限公司，同年5月舉行工廠奠基儀式。
- 2010年：與韓國職棒的首爾英雄隊母公司簽定冠名贊助合約，球隊更名為耐克森英雄。
- 2012年：1月設立上海耐克森輪胎銷售有限公司，負責中國地區的銷售業務。
- 2015年：10月開始在捷克建立新工廠，預計於2018年落成啟用[1]。
- 2016年：原任總裁、同時也是董事長姜秉中的兒子姜鎬讚改任首席執行官[2]。
- 2017年：1月17日該公司宣佈與豐田集團麾下豐田通商共同成立合資公司[3]，其中前者出資51%、後者則是49%，此合資公司專門在日本市場銷售Nexen、Roadstone 等二個品牌之輪胎產品。

## 關係企業
- KNN廣播電台
- 耐克森企業（Nexen Corporation）
- 耐克森科技（Nexen Tech）
- 耐克森機械（Nexen Engineering Inc.）

## 在中國的發展
2006年6月耐克森輪胎投資2.6億美元，於中國山東省萊西市姜山鎮工業園創建青島耐克森輪胎有限公司，屬於外商直接投資的獨資企業。翌年12月正式投產，主要製造全鋼絲輻射層輪胎於其他橡膠製品，年產量達420萬條。

### 中國各地分公司
- 北京分公司：北京市朝陽區阜通東大街與廣順南大街交叉口望京園601號樓2311室
- 上海分公司：上海市長寧區婁山關路555號長房國際廣場901-905室
- 廣州分公司：廣州市天河區黃埔大道西33號三新大廈6C室
- 成都分公司：四川省成都市青羊區清江東路1號溫哥華廣場3-LM
- 青島工廠：山東省青島市萊西市姜山鎮釜山工業園

## 內部連結
- KNN廣播電台。

## 外部連結
- NEXEN TIRE （页面存档备份，存于）
- NEXEN TIRE 耐克森轮胎(中国)官网 （页面存档备份，存于）
- （英文）NEXEN TIRE AMERICA INC. （页面存档备份，存于）